# 特殊奏法
特殊奏法（とくしゅそうほう）とは、楽器の通常の操作法によらない演奏法のことである。ここでの通常の操作法とは、一般に楽器の設計時に想定された操作法のことである。すなわち、設計時に想定された操作法を越える音の出し方を、一般に特殊奏法と呼ぶ。
なお、声楽の特殊奏法のことを特殊唱法（とくしゅしょうほう）とも呼ぶ。後述のリストには、一部の民族音楽では一般的な歌唱法であるが、クラシック音楽ではめったに使われないもの（重音唱法）や、日常生活で行われているものの、歌のなかではあまり出てこない行為（笑い、ささやき、咳、舌打ちなど）が含まれている。

## 歴史
クラシック音楽における楽器の特殊奏法の歴史は、作曲家の音色追求の歴史でもある。特殊奏法の開発の歴史は古く、今日では「通常の奏法」とみなされているものも少なくない。ピッツィカートやトレモロがその代表例である。これらは、モンテヴェルディによって、オペラ「タンクレディとクロリンダの戦い」ではじめて採用されたという。だが、演奏家から強い反発があり、彼は幾度もこれらの奏法の必要性を訴えねばならなかった。他に、バロック音楽の時代に生まれたものとして、弦楽器の胴を叩く奏法がある。ビーバーの「戦闘」に見られる。こちらのほうは、作曲家のあいだに定着するのに時間を要した。
20世紀には、19世紀以前に考案されたさまざまな特殊奏法（管楽器の重音奏法など）が一般化していくとともに、各種の新しい演奏法が生みだされた。それらがクラシック音楽の枠を超えて、映画やテレビ番組などに活用されることも少なくない。一例を挙げると、「ウルトラセブン」の怪獣出現の際に用いられる音楽に、コインでピアノの弦をこする奏法が用いられている。

## 西洋楽器の特殊奏法
ここでは楽器そのものの特殊奏法だけについて述べ、声の挿入や付加楽器などは除く。
当然ながら、ある奏法が、もっとも典型的な奏法ではないが非常にしばしば用いられる奏法であるなどの場合、それが通常の奏法の中に含まれるか、特殊奏法に含まれるかは、意見の分かれるところである。そのようなものには*を付す。

### 弦楽器
- ヴァイオリン属（ヴァイオリン、ヴィオラ、チェロ、コントラバスに共通する[注 1]）

弦楽器の場合大きさも奏者にとって負担でない。取りまわしも簡単なところから、特殊奏法も比較的多種で容易。また小さい楽器ほど有利である。歴史もある奏法が多い。
1. ピチカート*
2. サブハーモニクス
3. デッド・ピチカート*
4. バルトーク・ピチカート
5. 爪のピチカート
6. スル・ポンティチェロ
7. スル・タスト*
8. 駒の真上で垂直に引く
9. グリッサンド*
10. ハーモニクス（自然&人工）*
11. アルペッジョ*
12. コルレーニョ・トラット（松脂付きと無し）
13. コルレーニョ・バテュート
14. 弓を弦に押し付ける
15. 弓で弦を叩く
16. 弦を手でカバーし弓で垂直に弾く
17. 弓のグリッフで弦を立てに突つく
18. 尾止めを弾く
19. 糸巻きの近くの弦を弾く
20. 弓を素振りする
21. 重音奏法*
22. 弦を後ろから弾く
23. 弦を縦にこする
24. 弾きながら調弦を変える
25. 弓を指の反対側で弾く
26. 弓を楽器の背に押し付け捏ね回す
27. 胴体を関節で叩く
28. 弱音器（ゴム、木質、金属等があり、音色が異なる）*
29. コル・レーニョ
30. スコルダトゥーラ（変則調弦）
31. 微分音
32. ティンパニの撥で弦を叩く
33. 靴べらで弦をはじく（琵琶の音の模倣）
34. 上記の奏法の組み合わせ

- ギター属
  1. ミュート
  2. ピチカート*
  3. スル・タスト
  4. スル・ポンティチェロ
  5. 金属の短い棒でグリッサンドする
  6. 弾いた瞬間に調律ネジでグリッサンドする
  7. 弾いた後に振動している弦にコインや爪などを当て、ビリビリと共鳴させる
  8. 駒の後ろの弦をはじく
  9. ナットの上の弦を弾く
  10. スラッピング
  11. ハーモニクス*
  12. タッピング*
  13. ボトルネック奏法
  14. ヴァイオリンの弓でアルコ奏法
  15. 足で弾く
  16. 二人で一本のギターを弾く
  17. 一人で二本のギターを弾く
  18. 両サイドダブルネックで一人でソロをハモる
  19. 回す
  20. 歯で弾く*
  21. 鼻で弾く
  22. 背中で弾く*
  23. 燃やす*

- エレキギター特有の奏法
  1. フィードバック
  2. バイオリン奏法
  3. アーミング

- ハープ属
  1. 弾いた瞬間にペダルでグリッサンドする
  2. スポンジなどで弦を垂直に擦り雑音を出す
  3. 弦に紙を巻きつける
  4. カッターナイフ・グリッサンド
  5. 共鳴版の穴に息を強く吹き込む

### 木管楽器
木管楽器は共通して重音奏法が基本的に不確定であり、弦楽器のように制御された複数の音を重ねることが難しい。そのほかの特殊奏法は各楽器ほぼ共通である。
- フルート属（ピッコロからサブ・コントラバスまで）
  1. フラッターツンゲ*
  2. 息による雑音
  3. キー・ノイズ
  4. スラップ：ピチカート
  5. タング・ラム
  6. ホイッスル・トーン
  7. エオリアン・トーン
  8. 一点イから一点変ロへのグリッサンド
  9. 重音奏法：楽器のモデルにより、奏者によりまたその人自身の調子や形状により出る音が違う。楽譜に指使いが示してある場合もあるが必ずしも予定された音が出るとは限らない。
  10. ハーモニックまたはフラジェオレット
  11. マウスピース無しの尺八奏法
  12. マウスピースだけのトロンボーン奏法
  13. トランペット奏法
  14. 鼓奏法
  15. 接吻奏法
  16. ジェット・ホイスル奏法
  17. 口の形
    1. 口をマウスピースから離す。
    2. 唇でマウスピースをブロックする。
    3. マウスピースの中でタンギングする。

  18. 循環呼吸
  19. 微分音程度のグリッサンドまたはポルタメント。

  - （とその組み合わせ）

- リコーダー属
  1. 重音奏法：楽器のモデルにより、奏者によりまたその人自身の調子や形状により出る音が違う。楽譜に指使いが示してある場合もあるが必ずしも予定された音が出るとは限らない。
  2. エオリアン・トーン
  3. フラッターツンゲ*
  4. 息による雑音
  5. 底の穴を太ももまたは膝で塞ぐ（一部の高音などで行われることがある）
  6. 微分音程度のグリッサンドまたはポルタメント。

- クラリネット属
  1. マウスピースをはずして演奏する。
  2. 重音奏法：楽器のモデルにより、奏者によりまたその人自身の調子や形状により出る音が違う。楽譜に指使いが示してある場合もあるが必ずしも予定された音が出るとは限らない。
  3. マウスピースだけのトロンボーン奏法
  4. キー・ノイズ
  5. フラッターツンゲ*
  6. スラップ：ピチカート奏法。リードを舌に引きつけて弾く。
  7. 息による雑音
  8. 循環呼吸
  9. 微分音程度のグリッサンドまたはポルタメント

- サクソフォーン属
  1. マウスピースをはずして演奏する。
  2. 重音奏法：楽器のモデルにより、奏者によりまたその人自身の調子や形状により出る音が違う。楽譜に指使いが示してある場合もあるが必ずしも予定された音が出るとは限らない。
  3. マウスピースだけのトロンボーン奏法
  4. キー・ノイズ
  5. フラッターツンゲ**
  6. スラップ：ピチカート
  7. 息による雑音
  8. 接吻奏法
  9. 循環呼吸
  10. 微分音程度のグリッサンドまたはポルタメント

- オーボエ属
  1. リードだけで演奏する。
  2. 重音奏法：楽器のモデルにより、リードの削り方により、奏者によりまたその人自身の調子や唾の量・口びるや顎の形状により出る音が違い、時折全く出ないこともある。楽譜に指使いが示してある場合もあるが必ずしも予定された音が出るとは限らないで無駄に終わることが多い。どうしても出したい場合は不確定性を受け入れて基音だけを記譜。出典：ミュラー・ロガラ、ハインツ・ホリガー。
  3. キー・ノイズ
  4. 喉によるフラッターツンゲ
  5. 息による雑音
  6. 接吻奏法
  7. 循環呼吸
  8. 微分音程度のグリッサンドまたはポルタメント

- ファゴット属
  1. リードだけで演奏する。
  2. 重音奏法：楽器のモデルにより、奏者によりまたその人自身の調子や形状により出る音が違う。楽譜に指使いが示してある場合もあるが必ずしも予定された音が出るとは限らない。
  3. キー・ノイズ
  4. フラッターツンゲ*喉で行う
  5. 息による雑音
  6. 接吻奏法
  7. 循環呼吸
  8. 微分音程度のグリッサンドまたはポルタメント。

### 金管楽器
- ホルン属
  1. 弱音器（ミュート）を付ける；ストレート・カップなど
  2. ゲシュトップ：右手でベルを塞ぐことにより金属的な響きを出す。（ゲシュトップミュートという物もある）
  3. ハーフストップ：右手の位置を変えることにより息の通りを狭くして音程・音色を変化させる。
  4. グリッサンドをする（上行と下行が可能）
  5. ベルアップ

- トランペット属
  1. 弱音器をする：ストレート・バケット・ワーワー（芯ありと芯なし）・カップなどがある（ルートヴィックスブルク金管五重奏団の提供）
  2. プランジャーをする（ヴィンコ・グロボカールの提供）
  3. グリッサンドをする（主に下降）
  4. シェイク
  5. リップトリル
  6. ベンド
  7. フラッターツンゲ*
  8. グロウル
  9. ダブルタンギング
  10. トリプルタンギング
  11. ハーフバルブ
  12. マウスピースなしの奏法
  13. マウスピースだけの奏法
  14. スラップ・ピチカート（一通りのピストンの指使い分の音が出る）
  15. 平手でマウスピースの部分を弱くしかしはっきり叩く
  16. 息だけを吹き込む（一通りのピストンの指使い分の音が出る）
  17. 接吻（一通りのピストンの指使い分の音が出る）
  18. 低い二つの倍音を同時に吹く重音奏法：完全5度のみで非常に難解（ヴィンコ・グロボカールの提供）
  19. ペダルトーンと其の更に下のサブ・ペダルトーン及び下方倍音（マルクス・シュトックハウゼンの提供）
  20. 循環呼吸（ルッツ・マンドラーの提供）
  21. マウスピースを爪と指で下方に瞬間的に押し込み底に当てる（ポザウネン・コア・プーダ－バッハの提供）
  22. 発音の際にバルブを少し押す(アルトゥーロ・サンドヴァルの提供)
  23. ベルアップ
  24. 微分音の演奏[注 3]

- トロンボーン属
  1. 重音奏法：低い二つの倍音を同時に吹く重音奏法：完全5度のみで非常に難解（ヴィンコ・グロボカールの提供)
  2. 重音奏法：楽器で音を出すと同時に歌う
  3. 循環呼吸：頻繁に使うことだけ推奨されない。
  4. マウスピースなしの奏法
  5. マウスピースだけの奏法
  6. グリッサンド
  7. リップトリル
  8. フラッターツンゲ*
  9. グロウル
  10. ダブルタンギング
  11. トリプルタンギング
  12. スラップ・ピチカート（一通りのピストンの指使い分の音が出る）
  13. 弱音器をする：ストレート・バケット・ワーワー（芯ありと芯なし）・カップなどがある、（ルートヴィックスブルク金管五重奏団の提供）
  14. プランジャーをする（ヴィンコ・グロボカールの提供）
  15. 手をベルにかざす
  16. 平手でマウスピースの部分を弱くしかしはっきり叩く
  17. 息だけを吹き込む（一通りのピストンの指使い分の音が出る）
  18. 接吻（一通りのポジション分の音が出る）
  19. ベルアップ
  20. ファゴットのリード及びボーカルをつける（トロンブーン）
  21. 微分音の演奏
  22. 動物の鳴き真似(オリジナル・ディキシーランド・ジャズ・バンドによる提供)
  23. スライドにマウスピースを付けて演奏する

- チューバ属
  1. 重音奏法：低い二つの倍音を同時に吹く重音奏法：完全5度のみで非常に難解（ヴィンコ・グロボカールの提供）
  2. 重音奏法：楽器で音を出すと同時に歌う
  3. 循環呼吸：頻繁に使うことだけ推奨されない。
  4. マウスピースなしの奏法
  5. マウスピースだけの奏法
  6. グリッサンド
  7. フラッターツンゲ*
  8. グロウル
  9. ダブルタンギング
  10. トリプルタンギング
  11. ハーフバルブ
  12. リップトリル
  13. ベンド
  14. スラップ・ピチカート（一通りのピストンの指使い分の音が出る）
  15. 弱音器をする
  16. 平手でマウスピースの部分を弱くしかしはっきり叩く
  17. 息だけを吹き込む（一通りのピストンの指使い分の音が出る）
  18. 接吻（一通りのピストンの指使い分の音が出る）
  19. クラリネットやサックスのマウスピースをつけて吹く
  20. トロンボーンのスライドをつけてグリッサンド
  21. 息を吸って音を出す
  22. 微分音の演奏

### 打楽器
- 膜質打楽器ティンパニの奏法はペダルを除いて共通する。
  1. 皮面を音の出るもので擦る
  2. 釜をバチの枝の方で軽く叩く
  3. コペルト
  4. 小太鼓の撥など
  5. マラカスなど、別の楽器を撥がわりにして叩く
  6. シンバルを皮面に載せてトレモロしながらペダルを動かす
  7. 皮をスーパーボールで擦る
  8. 金管楽器の朝顔を当てて吹かせる
  9. 皮の上にリンやタンバリンなど別の楽器を載せる

- 金属打楽器
  1. ウォーター・ゴング：ゴングを叩きながら水に静めたり引き上げたりする
  2. タムタムを硬い紙のロールで擦る
  3. 懸垂シンバルをコントラバスの弓で弾く
  4. ストップ・ストライク：ヴィブラフォーンを叩いた時離さない
  5. 鍵盤打楽器をぎざぎざのついた棒で擦る・弾く

- 木質打楽器
  1. 鍵盤打楽器をぎざぎざのついた棒で擦る・弾く

### 鍵盤楽器
すでに音が完成されているものを打鍵によって出力するため、特殊奏法として認められるものが少ない。
- ピアノ
  1. 音を出さない打鍵をしながら別の旋律を弾くとペダルを使わないで共鳴する効果が得られる。
  2. グリッサンド*
  3. クラスター（肘や腕で弾く）
  4. 弦に定規などを乗せて弾く
  5. 弦を洗濯ばさみなどで挟んで弾く
  6. 楽器の主に外側（ふたなど）を叩く
  7. 足で弾く、おでこで弾く
  8. 鍵盤を爪の横で音を立てないでグリッサンドする（白鍵と黒鍵と其の組み合わせで音が異なる：ギロ効果）
  9. 蓋をペダルを加えて強く締める
  10. ペダルを強く瞬間的に踏む
  11. 弦の調律を変える（ミクロ・トーンやバーピアノなど）
  12. 釘を鍵盤に打ち付ける

  - [内部奏法]

  1. 弦を指ではじくまたは爪で複数の弦をペダルを使ってグリッサンドする
  2. 弦を打楽器の撥（主にティンパニ）などで叩く
  3. 鋼鉄の支柱を関節やプラスチック・木製またはゴム製のハンマーでペダルを使って叩く
  4. 弦をガラス・コップや短い金属棒などでグリッサンドして同時にペダルを使い、鍵盤を弾く
  5. 調律ピンを爪を使って上にはじく
  6. 内部の弦に向かってペダルを踏んだまま大声を出したり、金管楽器などを強く奏でる
  7. 弦をペダルを踏みながら爪を使って縦に引っ掻く
  8. 弦の消音部分または其の近くを指で強く又は弱く抑え鍵盤で弾く（フラジオレット効果）
  9. 弦の上にハケや定規・紙などをのせ鍵盤を弾く
  10. 弦をプリペアして演奏する
  11. 蓋を完全にはずしたピアノを2台並べ、間に卓球のネットを張り、ラケットとピンポン球を使い卓球をする
- アップライトピアノ特有の奏法
  1. 右ペダルを踏み込んだ状態で左ペダルを思いっきり踏み込むと、クラスターのような効果が得られる。
- チェレスタ
- オルガン
  1. 電源を急に切る[注 4]
  2. 鍵盤の付け根に鉛筆を挟み込み任意のオルゲル・プンクトをする
- ハモンドオルガン
  1. モーターの電源を切る。トーンホイールの回転が徐々に減速し、音程が下がった音が出る。（トーンホイール・ブレーキ）
  2. 鍵盤の間にナイフを刺し、鍵盤が押されたままの状態にする
- ヴィブラフォン
  1. 音板の縁を弦楽器などの弓で強く擦る。サクソフォーンに近い音が発生する。
- ハーモニウム

### 人声
発声器官のみを用いて行うやりかたにも、前述のように、日常生活で行われながら、音楽作品では一般的でないものがある。これらのほか、手で口をおさえたり、頬や胸をたたきながら発声する方法もあり、ヴァエリエーションは数多い。
1. 重音唱法（ホーミーを参照。クラシック音楽ではジャチント・シェルシの「山羊座の歌」に用いられている）
2. シュプレヒシュティンメ（フンパーディンクのオペラ「王様の子供たち」に登場。シェーンベルクによって広く知られる）
3. 子音だけを発音記号を使って強く発音させる＊
4. 複数の言語／文字のテキストや現在使われていない古文書などを使い歌わせる、またはしゃべらせる＊
5. 意味のないことまたは何か（テキストを指定しない）を歌わせる又はしゃべらせる。
6. 方言や俗語・放送禁止用語などを使い歌わせる又はしゃべらせる
7. 今まで出てきた言葉を逆行化したり、暗号化したりして歌唱に使う又はしゃべらせる。
8. ボッカ・キウーザ／無言歌
9. 口をあけたままもしくは閉めたまま歌う。またはしゃべらせる
10. 微分音やグリッサンド
11. 怒鳴る、叫ぶ、泣く、笑う、力む、唸り、驚き、声を潰す、怒るなど
12. 息を吸い込みながら歌う。またはしゃべる
13. テキストをわざと間違って歌わせる又はしゃべる（ハンナ・リスカ・アウバッヒャ－の提供）
14. 舌打ち（a,e,i,o,uの口の形で音が変化）
15. フラッター・リッペン（口の閉め方で音色が変わる、声ありと声なしがある）
16. 唇の息を吸い込みながら開けるときのコルクの栓抜きのような音
17. 鼾
18. 唇のピチャピチャという音
19. 巻き舌の連続（声ありと声なし）
20. 口笛
21. イメージを付した声：例えばデスピーナが偽の医者になったときの声
22. 喉の奥の突き
23. 最も低い声のパルスの音色だけ
24. ブーイング
25. 接吻
26. 壊れた声
27. 生理的な声：例えば咳をする声、嘔吐する声、エロティックな喘ぎ声など
28. 裏声
29. 裏声と地声を同時に出す。オクターヴ違いの声が同時に出る。
30. ボイパ
31. 指を口に入れて呼子する
32. 動物の鳴きまね
33. 拍手などからだの一部を叩く

- 並びにそれらの組み合わせ

## 邦楽器の特殊奏法
邦楽器の特殊奏法は邦楽の奏法の本質と言えるほどに一般化している。しかしながら、楽器そのものを普遍的かつ科学的に解説するために、西洋楽器と同様に特殊奏法の項として扱う。

### 管楽器
篠笛｜しのぶえ（色々な調子がある）
1. むら息（息のノイズ）
2. フラッターツンゲ*
3. グリッサンド

篳篥｜ひちりきはオーボエに準ずるが、キーがないためにキーに関する事は不可能。
能管
笙｜しょう
1. フラッターツンゲ*
2. 循環呼吸

尺八｜しゃくはち（色々な調子がある）
1. むら息（息のノイズ）そらね（スタカートの「むら息」）
2. フラッターツンゲ*
3. ゆり：横ユリ：顎を横に動かすヴィブラート、音量の変化（音程の変化は無い）と縦ユリ：顎を縦に動かすヴィブラート、音程が上下する。

### 弦楽器
調弦は任意の場合が多い。
胡弓：ヴァイオリンとほぼ同じ事ができるのが多いが、音がずっと小さい。
古琴
三味線｜しゃみせん／蛇味線｜じゃみせん
1. ハジキ：左手のピチカート
2. スリ／コキ：余韻の装飾
3. ウチ：マルテラート
4. ウラハジキ
5. スクイ：弦を下からすくう
6. ピチカート
7. グリッサンド
8. コカシバチ
9. カケバチ：バチで弦を弱音したままの左手のピチカート
10. 「さわり」のIの弦の開放弦とIIとIIIの弦がその倍音のときの共鳴音
11. 重音：制限が多い

琴｜コト：13弦、17弦、20弦などがあり調律は任意が可能
1. かき手、割り爪、かき爪、
2. 合せ爪
3. 押し合わせ
4. スクイ爪
5. 散らし爪
6. すり爪
7. 打ち爪：爪の腹で弦を叩く
8. 打ち掻き
9. グリッサンド
10. トレモロ
11. 押し手
12. 押し響き
13. あと押し
14. 押し放し
15. ゆり：ヴィヴラート
16. ひきいろ：装飾音の一種（下）
17. 突きいろ：装飾音の一種（上）
18. 消し爪
19. 弱音：左手で余韻をミュート
20. ピチカート：爪なしで
21. ハーモニックス：多くは第二倍音

琵琶｜びわ
1. ピチカート
2. グリッサンド
3. トレモロ
4. アルペジォ
5. スクイ：弦を下からすくう
6. 8の字
7. ハタキ・ウチバチ：腹板を一緒に打つ奏法
8. スリ：弦を横に擦る奏法と縦に擦る奏法がある
9. 押し込み：ポルタメント奏法
10. ユリ：余韻の装飾
11. ハジキ：左手のピチカートと打つ撥次のポジションの駒の上で左手の指で弦を打つ・マルテラートする。

### 打楽器

#### 太鼓類
大太鼓｜おおだいこ：リム・ショットが多いが、Bass・Drumとほぼ同じ特奏法の可能性がある。
火炎太鼓｜かえんだいこ
締太鼓：しめだいこ
桶胴太鼓｜おけどうだいこ：
大拍子｜だいびょうし：
大鼓｜おおつづみ：
1. 「た」
2. 「ち」
3. 「ポン」

小鼓｜こつづみ：
1. 「た」
2. 「ち」
3. 「ポン」

櫓太鼓｜やぐらだいこ
1. 「ドン」

楽太鼓・釣太鼓：リムショットは不可能
枝つき太鼓
うちわ太鼓
鞨鼓
田々太鼓｜でんでんたいこ
振鼓｜ふりつづみ、とうこ
土拍子
荷太鼓
ねぶた太鼓
平釣太鼓・平丸太鼓

#### 金属・鉱物質打楽器
キン
1. バチで淵を擦る
2. 弓で淵を弾く

当り鉦・コンチキ・ちゃんチキ・摺鉦
1. 中心部を打つ
2. リムショット
3. 台の上にのせて打つ
4. 同じ者を2つ使用する

双盤（大きな当り鉦）
松虫（小さな当り鉦）
一つ鉦
鈴
銅跋（どうばつ）・銅拍子
駅路・駅鈴
銅鑼｜どら
1. 弓で弾く
2. 紙の筒で擦る
3. 打った後水の中に静める（Water・Gong）

妙八
1. 双方のシンバルをすり合わせる
2. 弓で弾く
3. 打った後水の中に静める（Water・Cymbal）

銅拍子・チャッパ（小型の妙八）
巫女鈴
オルゴール
雲版
梵鐘（釣鉦）：小さいのは半鐘
釣鉦鼓｜つりしょうご
銅鐸｜どうたく
荷鉦鼓｜にないしょうご
にょう鉢
ポペン
本坪鈴
鈴
鰐口｜わにぐち

#### 木質打楽器
棒ささら
びんささら
勺拍子
拍子木
鳴子
木鉦
木魚
板木
枝つき木魚
小切子
ささら
銭太鼓
樽
壇版｜たんばん
花木魚
張扇｜はりおおぎ
版、板｜はん
板木｜はんぎ
編木｜びんざさら
四つ竹｜よつたけ
木琴
出典：日本音楽集団、“Japanese Music” by William P. Malm（Charles E. Tuttle Company）-M.Kaiser, 宇佐美陽一の「東の“耳”の聞く事は、、、、、、」（1989年1月12日Stuttgart）、打楽器辞典（網代景介、岡田知之:　音楽之友社）

## 非西洋楽器、その他の特殊奏法

### ケーナ
1. グリッサンド
2. 底の穴と指の穴をすべて閉じ、最低音より長7度低い音を出す。
3. 指穴から息を吹き込み、横笛のようにして吹く。

- フルートの奏法の応用
  1. フラッターツンゲ*
  2. 重音奏法
  3. 息による雑音
- 尺八の奏法の応用
  1. カラカラ
  2. ムラ息
  3. ゆり

### ピアニカ（鍵盤ハーモニカ）
1. フラッターツンゲ*
2. 強い息を吹き込むことによって音程を下げる。
3. つば抜き栓を押しながら音を出す。
4. 息を吹き込みながら人頭などを擦ってめちゃくちゃな音を出す。

### シンセサイザー・電子キーボード
1. 電源を落とし、カタカタという物理音だけを出す。
2. 仕様の同時発音数を超えた音をわざと出し、処理落ちしたような感じを出す。
3. 音量を最大にして音をひずませ、ディストーションのような効果を出す。